# Villalgordo del Júcar
Villalgordo del Júcar község Spanyolországban, Albacete tartományban. Lakosainak száma 1128 fő (2024).

## Földrajza
Villalgordo del Júcar Tarazona de la Mancha, Casas de Benítez, Sisante, Alarcón, Casasimarro és Quintanar del Rey községekkel határos.

## Népesség
A település lakosságának változását az alábbi diagram mutatja:
| Lakosok száma | 1276 | 1248 | 1246 | 1294 | 1277 | 1157 | 1128 | 1094 | 1081 | 1128 |
|               | 2001 | 2004 | 2006 | 2009 | 2011 | 2014 | 2016 | 2019 | 2021 | 2024 |